# 히쵸
김희천(1994년 9월 2일 ~ )는 예명 히쵸(HEECHO)로 잘 알려진 대한민국의 가수이다.

## 약력
2011년에 대한민국의 보이 그룹 Twilight의 멤버로 데뷔하였으나 2012년 해체하였다.
2014년에 헤일로의 멤버로 다시 데뷔하였으나 2019년 해체하였다. 같은 해, 《PRODUCE 101 JAPAN》에 참가하였으나 도중에 하차하였다.
2020년, 오르빗의 멤버로 데뷔하였다.

## 음반 목록

### Twilight
- Without U (2011)
- 트와일라잇 (2012)
- My Hero (2012, YGK 국토대장정 캠페인 송)

### 기타
- Fly Day (2017, 평창 동계올림픽 G-100을 기념하는 특별 이벤트 테마송)